# Château de Meursault
 (mars 2012).
Si vous disposez d'ouvrages ou d'articles de référence ou si vous connaissez des sites web de qualité traitant du thème abordé ici, merci de compléter l'article en donnant les références utiles à sa vérifiabilité et en les liant à la section « Notes et références ».
Le château de Meursault est un domaine viticole situé en Côte-d'Or, Bourgogne-Franche-Comté. Le vignoble est réparti sur près de 65 hectares, sur les climats en Côte-de-Beaune sur Pommard, Aloxe-Corton, Savigny-Lès-Beaune, Volnay, Puligny-Montrachet et Meursault.

## Historique
L’origine du château de Meursault remonte au XIe siècle. À cette époque, le Capétien Robert Ier, duc de Bourgogne et fils du roi de France Robert II, concède le fief du Moulin Foulot à l’un de ses écuyers. Du XIIe au  XVIe siècle, le fief change souvent de possesseurs au gré des luttes entre le duché de Bourgogne et le roi de France. En 1645, le domaine, propriété de la seigneurie de Mazeray, est acheté par Pierre Legoux de La Berchère, seigneur de la Rochepot. En 1662, le domaine devient ensuite la propriété de François de Raigecourt et de son épouse, Béatrice de Beaufremont, pour en 1666, passer aux mains de Pierre de Blancheton, avocat au Parlement de Bourgogne. Le domaine reste dans cette famille jusqu’à la Révolution française, période durant laquelle il est confisqué et vendu à un négociant de Beaune, Pierre Jobard. Sa fille Jeanne-Marie Philippine en hérite et épouse le 21 juillet 1818 Charles Serre, descendant de marchands de Châlon.

Bâtiments du Château de Meursault
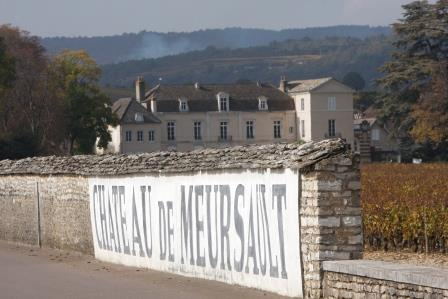
Château de Meursault.
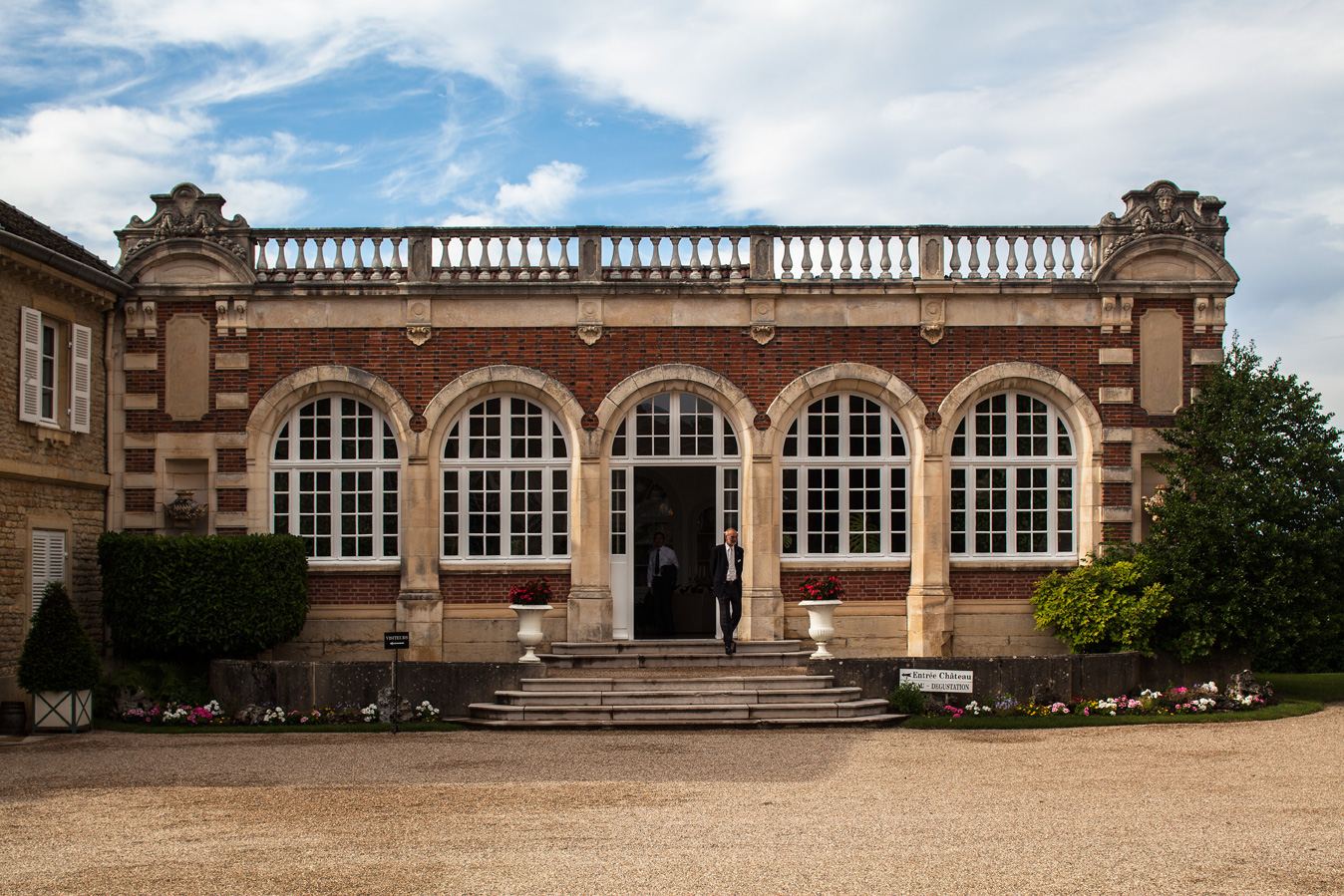
Orangerie.
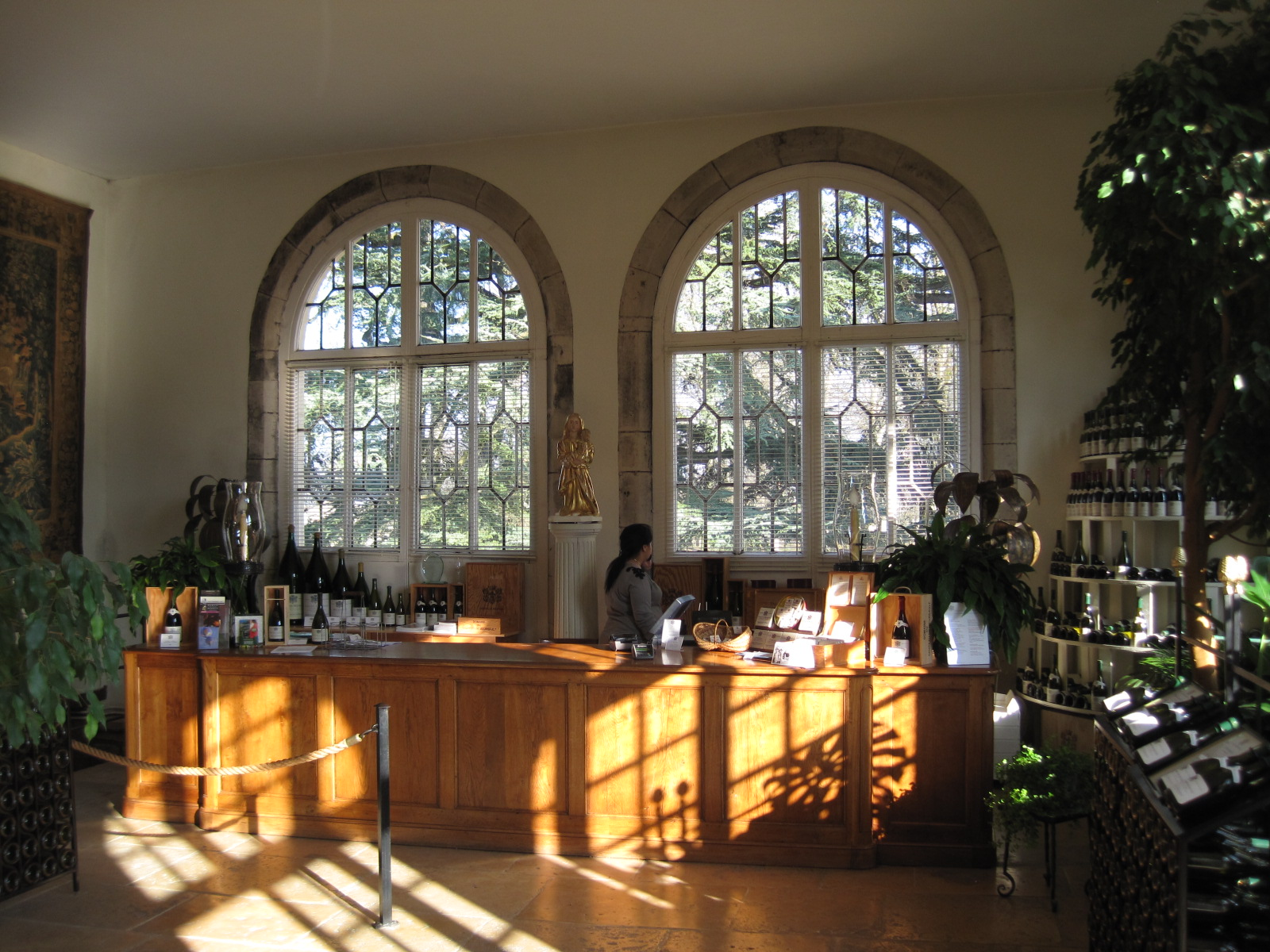
Boutique.

Au début du  XIXe siècle, la propriété est agrandie, en partie sous l’impulsion de la famille Serre, qui effectue d’importantes modifications architecturales et développe le domaine viticole. Par le jeu des successions, le domaine du Château de Meursault est légué en 1928 à la comtesse de Moucheron née Marcelle Boussenot du Clos qui le laisse ensuite à son fils aîné, Étienne. À cette époque, le domaine ne représente que le quart de sa surface actuelle.
En 1973, André Boisseaux (à l'époque propriétaire du groupe Patriarche) rachète le château et le restaure complètement.
Fin 2012, le domaine est repris par la Famille Halley.

## Vignoble
Le vignoble du Château de Meursault couvre 65 hectares de vignes (chardonnay pour les blancs et pinot noir pour les rouges), la majorité en premiers crus et grands crus, uniquement cultivés sur la Côte-de-Beaune. Typique du morcellement bourguignon, les vignes sont réparties sur plus de 110 parcelles et se situent dans un rayon moyen de 10 kilomètres autour du Château, la plus petite comptant seulement 10 ares et la plus grande 8 hectares.

Vignes du Château de Meursault
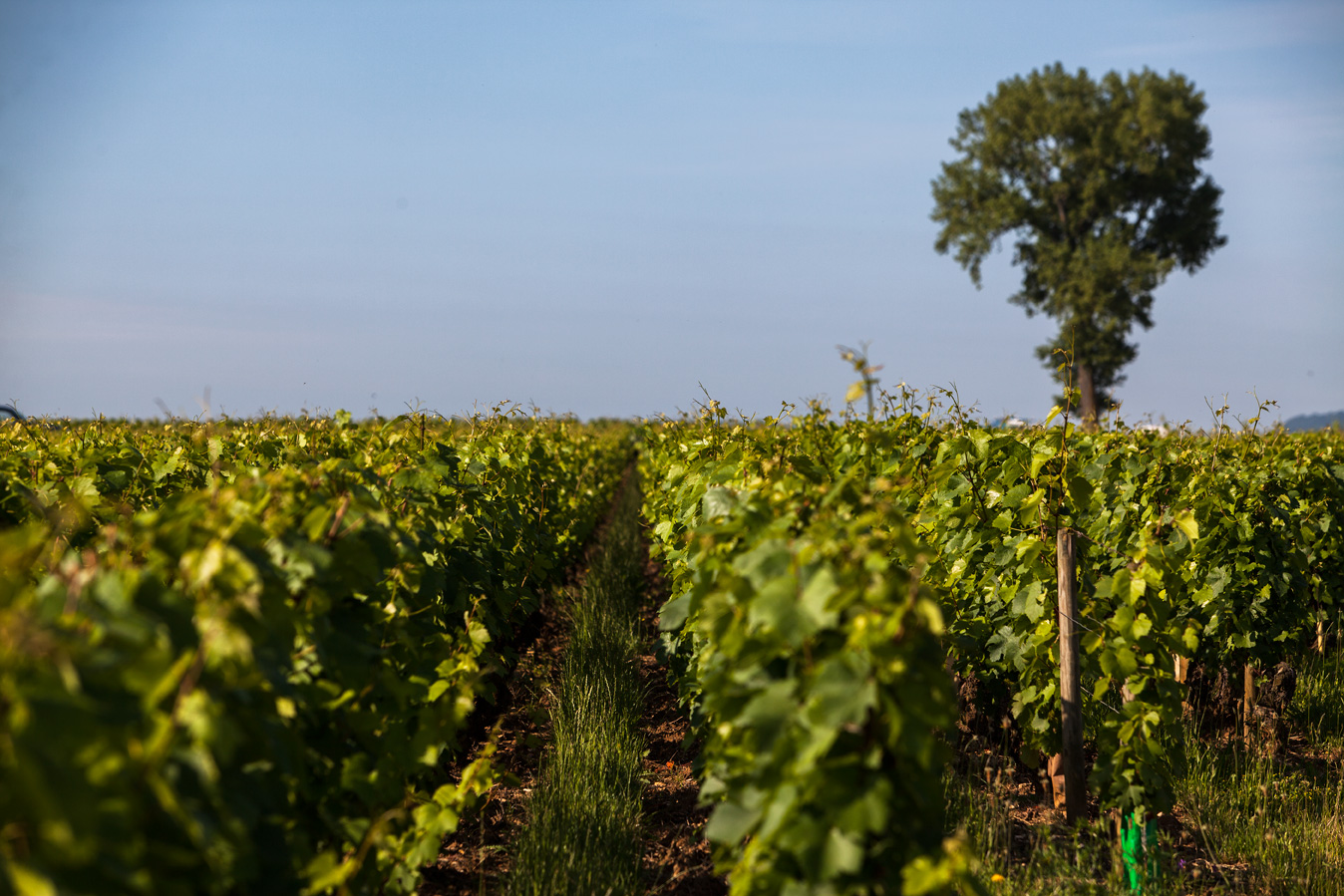
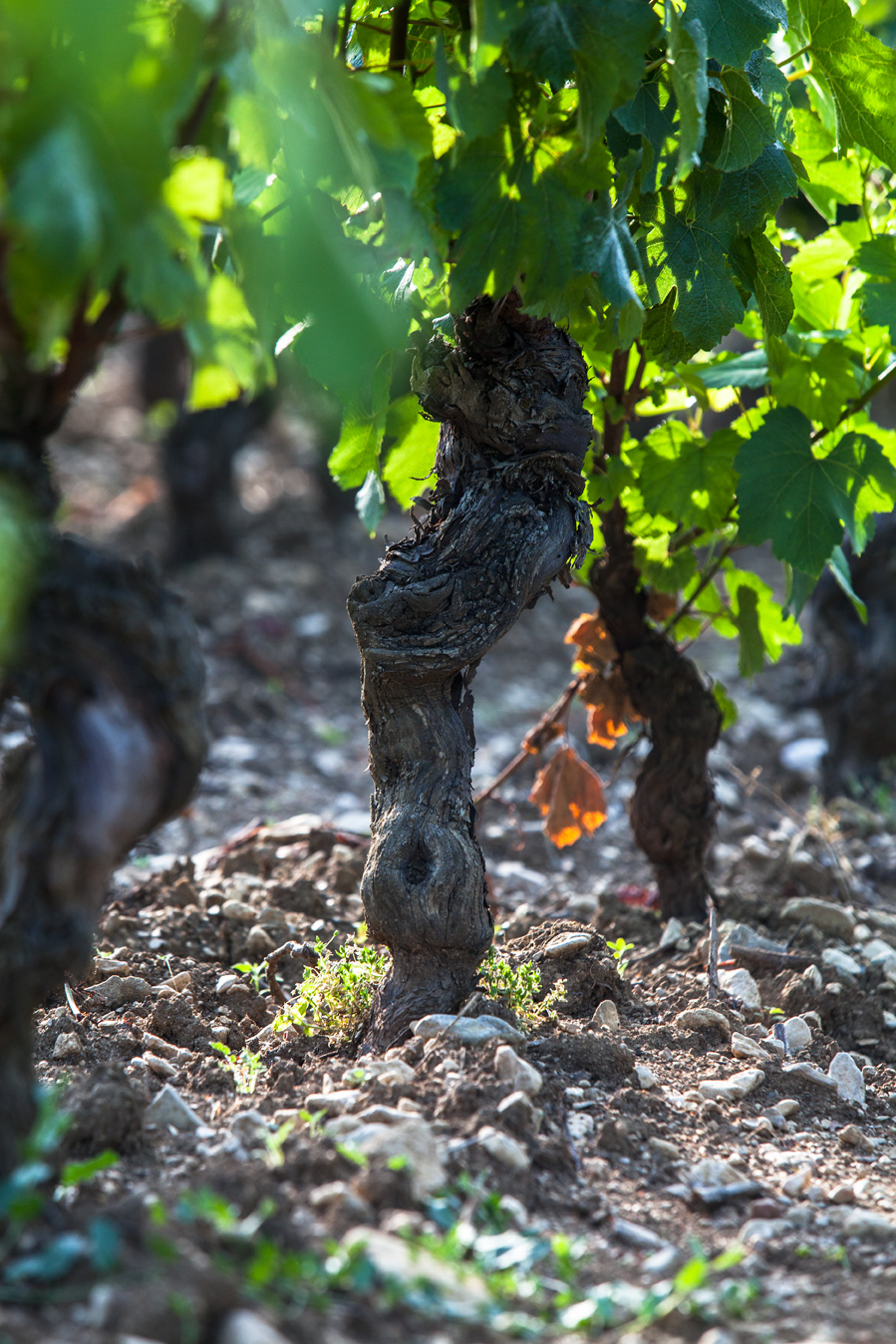
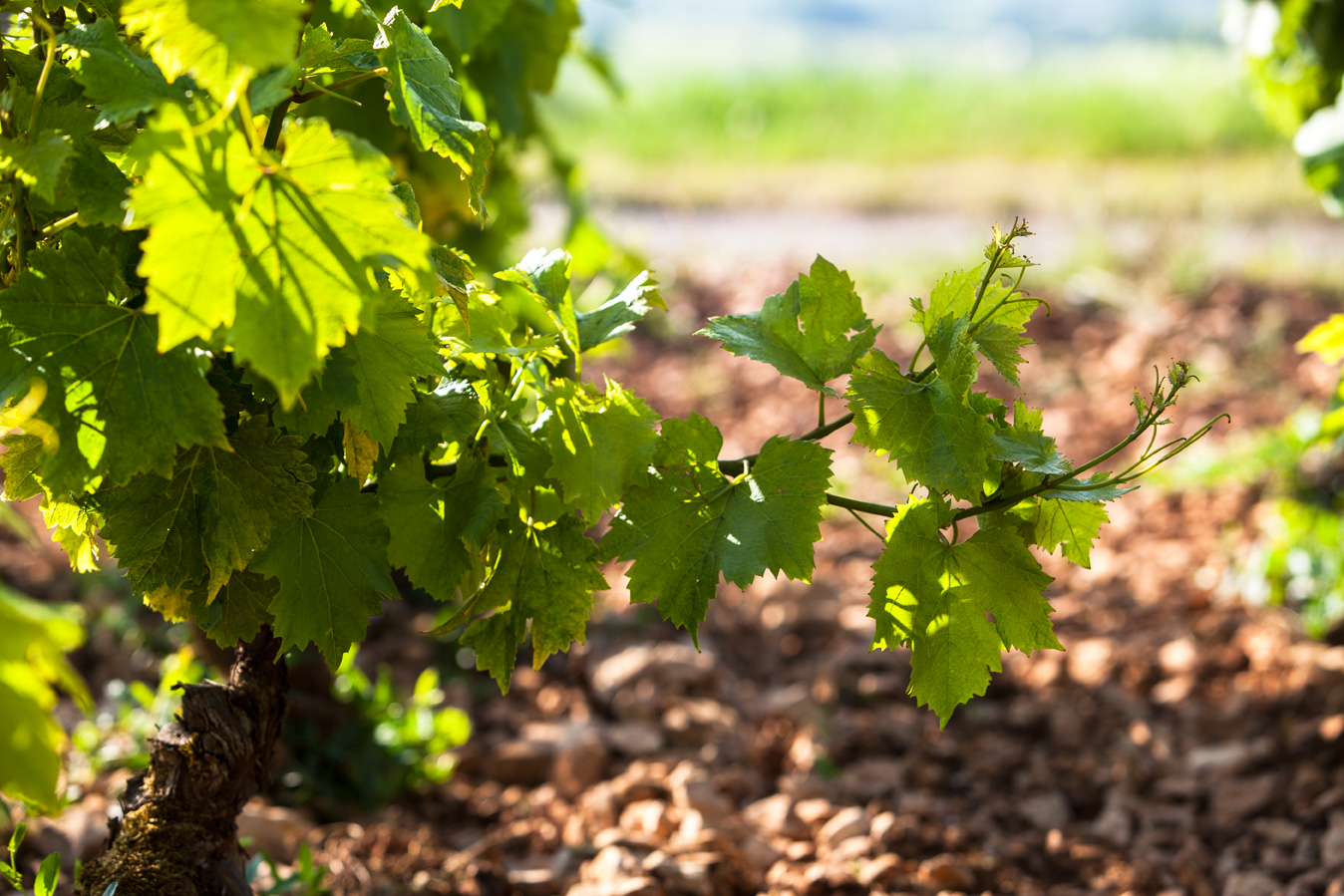

Les vignes sont situées à mi-pente, à 250 mètres d’altitude et exposées plein Est, à l’abri des vents par les montagnes à l’Ouest. Les sols sont riches en calcaire et bien drainés.

## Travail de la vigne
Les vignes sont travaillées « en tâche » par 18 vignerons du domaine, chaque parcelle est ainsi suivie par le même vigneron tout au long de l’année. Le travail manuel permet de maîtriser la qualité du sol, la santé des ceps et le développement végétal.

Vendanges au Château de Meursault
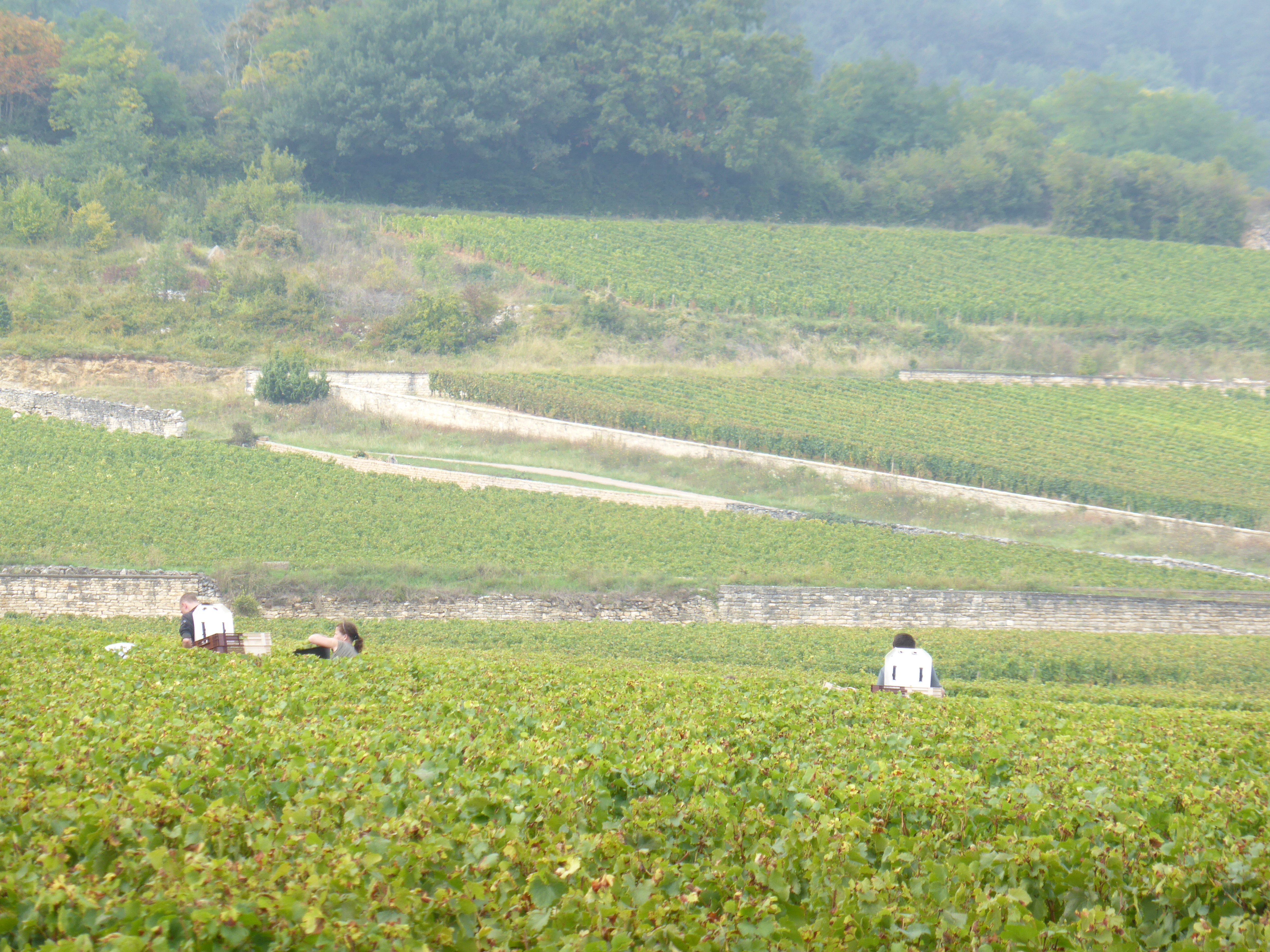
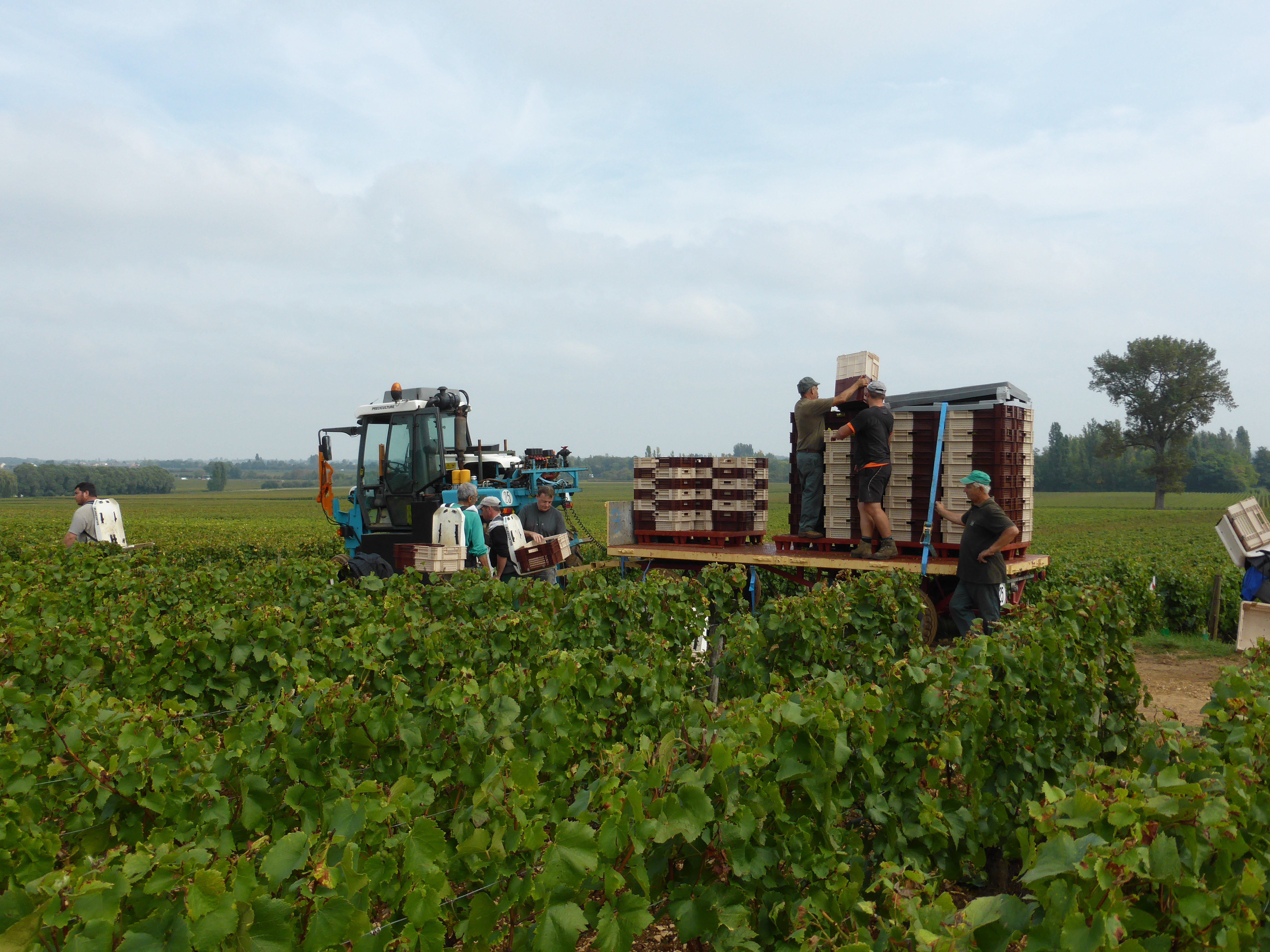
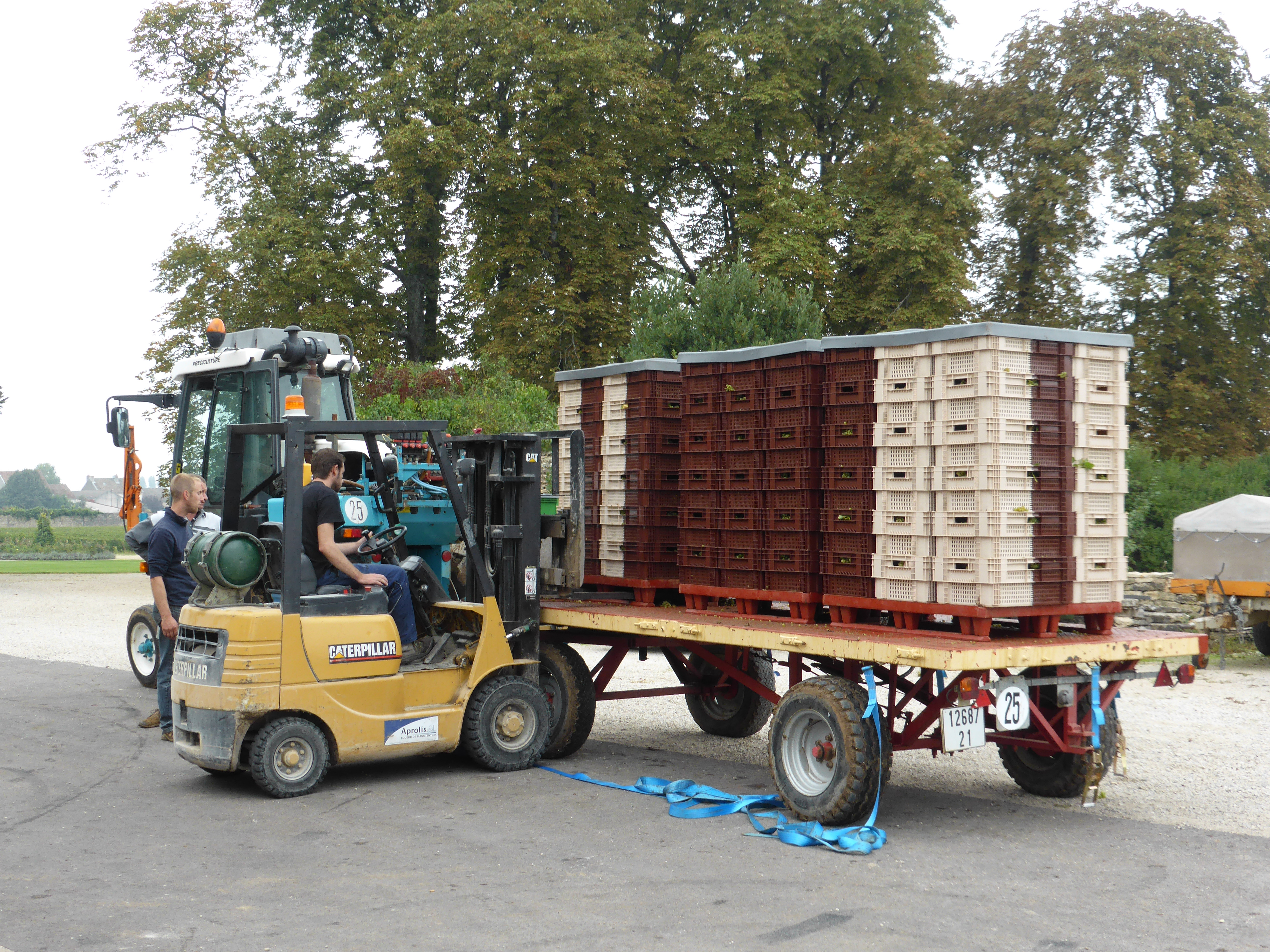

Au moment des vendanges, en septembre, Le domaine emploie 150 vendangeurs qui coupent les raisins et les transportent dans des caisses percées contenant 20 kg de raisins. Les grappes sont alors triées avant d’être pressées pour le chardonnay ou mises en cuve pour le pinot Noir. 

## Vinification et élevage
Construite en 1980, la cuverie actuelle possède des équipements basés sur l'utilisation de la gravité. Chaque parcelle est pressée, vinifiée et élevée séparément.

### Vinification des raisins blancs
Les raisins sont triés manuellement puis pressés lentement et progressivement dans un pressoir pneumatique. Le jus obtenu sédimente statiquement durant une douzaine d’heures. Après débourbage, le moût est entonné en fût de chêne français ou pompé en cuve inox pour entamer la fermentation alcoolique.
Durant l'élevage, les fûts sont régulièrement bâtonnés afin de remettre les lies en suspension. L’intensité du bâtonnage varie en fonction du millésime et du terroir de chaque cuvée pour que le vin obtenu gagne en richesse et en complexité aromatique.

### Vinification des raisins rouges
Une fois arrivés à la cuverie et après éraflage, un tri optique est effectué pour ne garder que les baies saines des raisins. La mise en cuve s'effectue par tapis élévateur pour éviter toute trituration de la vendange. Chaque parcelle est vinifiée séparément en cuve inox et les terroirs les plus qualitatifs sont vinifiés en cuve bois ce qui leur apporte plus de profondeur. Débute alors une macération préfermentaire à froid afin d'extraire couleur et arômes.
Dans un second temps, durant la fermentation alcoolique sont effectués en alternance des pigeages et remontages pour obtenir une extraction complète des polyphénols.
En fin de fermentation alcoolique, des dégustations quotidiennes déterminent la date du décuvage et permettent de juger de la meilleure extraction afin de donner au vin toute sa corpulence. A l’issue du décuvage, le vin est entonné en fûts de chêne.

## Architecture

Caves d'élevage du XIXe siècle
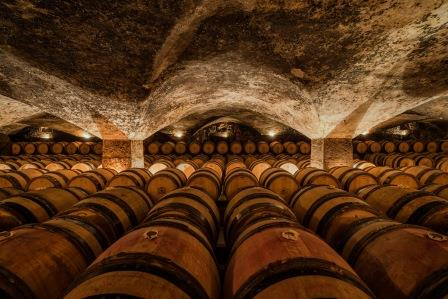
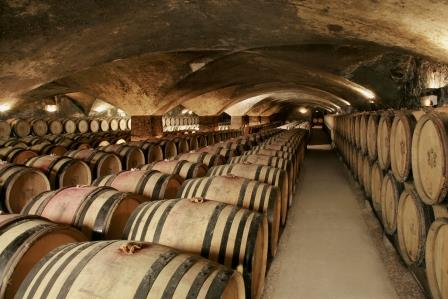
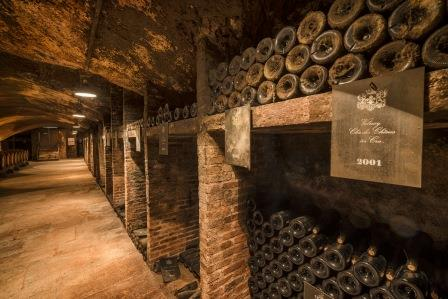

Des caves creusées dans un style cistercien des XIIe, XIVe et XVIe siècles s'étendent sous le château et ses dépendances et peuvent contenir jusqu'à 800 000 bouteilles et plus de 2 000 fûts de chêne. Certaines caves du domaine sont à double voûte.
Tous les vins sont embouteillés au château dans une bouteille identique aux flacons du XVIIIe siècle et vieillissent au minimum un an dans les caves avant d’être étiquetés.

## Commercialisation
Le Château de Meursault accueille environ 20 000 visiteurs par an, il dispose d'un caveau de dégustation.

## Production
Le Château de Meursault vinifie jusqu'à six cuvées d’une même appellation. Il produit, en moyenne, autant de vins rouges que de vins blancs.

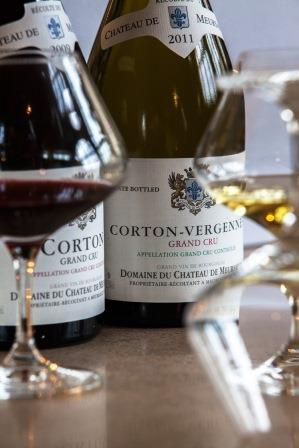
Corton Vergennes.
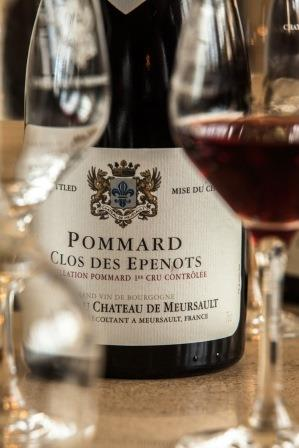
Pommard.
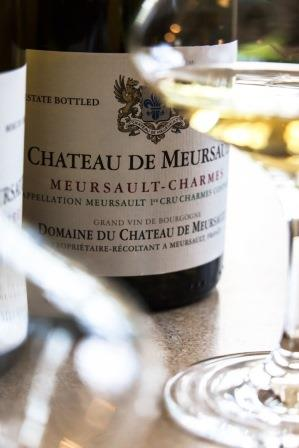
Meursault Charmes.
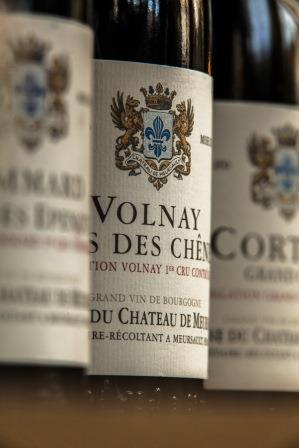
Volnay.
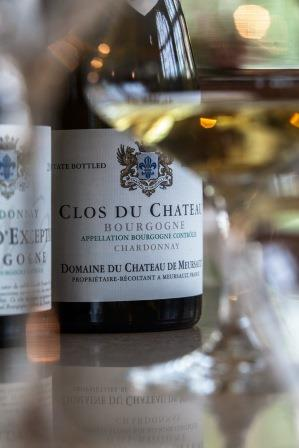
Bourgogne.
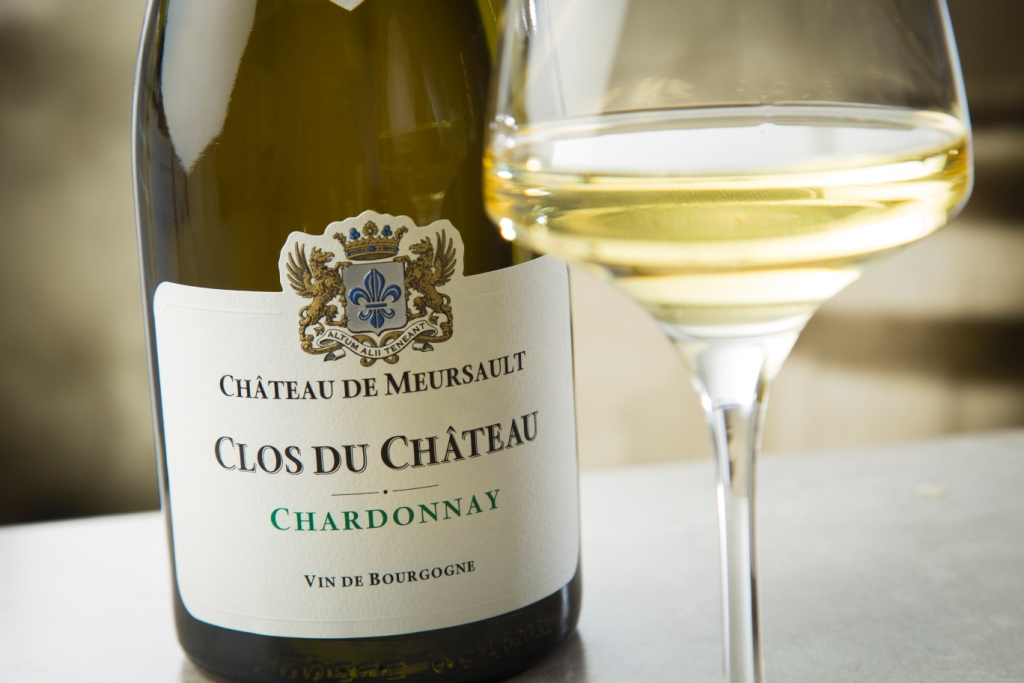
Bourgogne Clos du château.

### Grands Crus
- Corton-Vergennes
- Corton
- Corton Les Maréchaudes

### Premiers Crus
- Puligny-Montrachet Champ Canet
- Puligny-Montrachet Champ Gain
- Meursault-Perrières
- Pommard Clos des Epenots
- Meursault Les Charmes-Dessus
- Meursault-Charmes
- Volnay Clos des Chênes
- Meursault
- Beaune-Fèves
- Beaune-Grèves
- Beaune-Grèves Les Trois Journaux
- Beaune Les Cents Vignes
- Beaune-Teuron
- Beaune Blanches Fleurs
- Aloxe-Corton Les Maréchaudes
- Savigny-Lès-Beaune Les Peuillets
- Beaune

### Villages
- Meursault Clos des Grands Charrons Monopole
- Meursault Le Limozin
- Meursault du Château
- Pommard Les Petits Noizons
- Aloxe-Corton
- Savigny-Lès-Beaune
- Beaune
- Beaune Beaufougets
- Ladoix Les Chaillots ...

### Marc de Bourgogne
- Marc du Château, 10 ans d’âge